# (32898) 1994 PS1
1994 بي أس 1 (ويعرف أيضًا باسم (32898) 1994 بي أس 1 وفق تسمية الكوكب الصغير) (بالإنجليزية: 1994 PS1)‏ هو كويكب ضمن حزام الكويكبات؛ وترتيبه 32898 من حيث الاكتشاف.
اكتُشف هذا الجُرم الفلكي بواسطة اليانور إف. هيلين في 9 أغسطس 1994.

## وصلات خارجية
- (32898) 1994 PS1 في قاعدة بيانات مختبر الدفع النفاث لأجرام النظام الشمسي الصغيرة

- الاكتشاف · مخطط المدار ·  العناصر المدارية · المعلمات المادية

- (32898) 1994 PS1 على موقع ويكي سكاي: DSS2, SDSS, GALEX, IRAS, Hydrogen α, X-Ray, Astrophoto, Sky Map, Articles and images